# Ostlänken
Ostlänken är ett järnvägsprojekt i Sverige för att förbättra persontrafiken mellan främst Stockholm, Södertälje, Nyköping, Norrköping  och Linköping (cirka 21 mil). En ny, cirka 15 mil lång, dubbelspårig järnväg för hastigheter upp till 250 km/t planeras, med stationer i Vagnhärad, Norrköping och Linköping. En sidobana byggs via Nyköping och Skavsta flygplats för regionaltåg, men inte fjärrtåg.
Ostlänken kommer eventuellt att få en fortsättning med den så kallade Götalandsbanan mellan Jönköping och Göteborg. Även söderut, från Jönköping, har diskuterats en höghastighetsbana Europabanan till Köpenhamn eller åtminstone Malmö. Bygget av Ostlänken inleddes i november 2024. 

## Syfte
Syftet med Ostlänken är dels att förbättra fjärr- och regionaltrafiken Göteborg/Köpenhamn/Malmö–Stockholm och dels att förbättra persontrafiken mellan Norrköping/Linköping och Stockholm, samt att utöka regionaltågstrafiken inom Östergötland.[källa behövs] Spårkapaciteten har på vissa avsnitt redan nått sin gräns . Även Nyköping får förbättrade fjärrkommunikationer, eftersom fjärrtågstrafiken i dagsläget kör via Katrineholm istället för Nyköping, då banan Järna–Flen–Katrineholm–Åby är betydligt rakare och har dubbelspår, jämfört med dagens kurvrika enkelspår via Nyköping.

## Utvecklingen sedan 1989
Persontrafiken på spår på sträckan Stockholm–Göteborg (43 mil) går i dag i huvudsak norr om Vättern, via Skövde. Persontrafiken söderut från Stockholm följer i samma spår som Göteborgstågen, i alla fall fram till samhället Järna (cirka 55 km väster om Stockholm), men en del av regionaltågstrafiken viker av mot Nyköping, för att sedan ansluta i Norrköping. En annan väg för den södergående trafiken går i stället via Katrineholm och sedan rakt söderut mot Norrköping. Från Norrköping och vidare går färden via Linköping, Mjölby, Nässjö, Alvesta och Malmö (totalt 60 mil från Stockholm räknat). 
Banorna längs denna sträckning är byggda för mycket länge sedan, vilket begränsar medelhastigheten. Dock är delsträckan Flemingsberg–Järna tämligen nybyggd (banan invigdes 1995). Restiden mellan Stockholm och Nyköping var år 1990 drygt en timme och hela sträckan Stockholm–Linköping tog drygt två timmar. 
Under november 1989 gav SJ ut rapporten ”Utredningen om nya och bättre spår in i 2000-talet” (SJ Stab Strategisk utveckling). Rapporten innehöll en lista med satsningar i Sverige. Det fanns två nivåer, dels en med en total satsning på 25 miljarder kronor (prisnivå 2024), dels ytterligare en nivå på 91 miljarder kronor ( prisnivå 2024). I inget av de bägge alternativen nämndes dock något om Ostlänken. 
De första planerna på att bygga en ny höghastighetslinje mellan Stockholm och Skåne väcktes under mars 1991 i artikeln ”Kan snabbtågsystemen bli billigare?” (tidningen TÅG, 2/91, sid 9–13). I oktober 1991, kompletterad i mars 1992, gav SJ ut en kraftigt reviderad rapport: ”Ett marknadsanpassat framtida järnvägssystem”. På sidan 27 i rapporten nämns en ny höghastighetssträcka för linjen Järna–Nyköping–Norrköping–Linköping för totalt 10 miljarder kronor (prisnivå 2024), eller cirka 670 mkr per mil (prisnivå 2024). 
Banverkets officiella järnvägsutredning blev klar i december 2008, det vill säga cirka 17 år efter det första förslaget om en ny järnväg på sträckan (Stockholm)–Järna–Nyköping–Norrköping–Linköping (år 1991). 
Den borgerliga alliansen vann valet 2010, men finansminister Anders Borg deklarerade att kostnaderna för Ostlänken är för höga för att den ska kunna byggas. Den nya moderata infrastrukturministern Catharina Elmsäter-Svärd ville inte heller bygga Ostlänken. Företrädaren Åsa Torstensson från Centerpartiet var mer positiv och genomförde en detaljerad utredning.
År 2012 annonserade Alliansen emellertid att man ville satsa 42 miljarder kronor (PN 2024) på att bygga Ostlänken och att Skavsta flygplats och Landvetters flygplats skulle få tågförbindelser, dock utan att anslå några pengar.
En del oklara punkter fanns om bland annat stationslägen, dragning i städer, kommunal medfinansiering och bostadsbyggande, så därför genomfördes förhandlingsomgången ”Sverigeförhandlingen” 2015–2017. Det resulterade bland annat i att Ostlänken, som tidigare skulle sluta utanför Linköping, nu skulle komma att dras till nuvarande station. Linköpings kommun hade krävt tunnel för alla tåg till och förbi staden, vilket regeringen inte ville bekosta, men kommunen gav med sig när staten ville dra höghastighetsbanan utanför Linköping.
I juni 2018 gav regeringen formellt godkännande enligt miljö- och planeringslagar att bygga Ostlänken. Tillståndet innehöll några villkor som skulle utredas ytterligare. År 2019 beräknades byggstart ske 2021 och färdigställande 2035. Arkeologiska utgrävningar startade dock 2018.
År 2020 hade nya kostnadsberäkningar, bland annat på grund av kostnadsdrivande krav från olika håll, inte minst inom tätorterna, gjort att regeringen backade och bad Trafikverket sänka kostnaderna. Passagen genom Norrköping skulle till stor del gå i tunnel och kosta cirka 10 miljarder kr. Trafikverket lade då fram ett förslag där både Norrköpings och Linköpings stationer för höghastighetståg placerades utanför dessa tätorter. Detta krävde ett omtag i planeringen, med nya järnvägsutredningar och försenade tidsplaner. Det första spadtaget togs ceremoniellt den 6 november 2024 i Gerstaberg.

## Planerad standard och dragning
Det är beslutat att Ostlänken skall konstrueras för ren persontågstrafik för topphastigheter på 250 km/t. Den tidigare valda standarden för 320 km/t innebar en debatt om 250 km/t som topphastighet skulle räcka, eftersom hårdnande krav på en bana för hastigheten 320 km/t har fått beräknade kostnader att rusa. Eftersom ingen bana byggts för 320 km/t i Sverige ännu har kravet på till exempel markstabilitet vid frost varit oetablerade i Sverige. Flera banor för 250 har dock byggts, men man kör inte mer än 200 km/t på dem.
Längs sträckan Linköping–Norrköping har Trafikverket bland de planerade korridorerna valt den norra korridoren på sträckan Linköping C–Bäckeby och mellan Bäckeby–Norrköping C–Norrköping (Loddby). 
I Norrköping finns ett förslag att flytta hela stationen en bit norrut, upp på en viadukt.
På delsträckan Norrköping–Järna har Banverket (i mars 2010) valt korridoren kallad "röd korridor".
Den går i huvudsak längs med E4, men ett stycke norr om Nyköping och via Skavsta Flygplats. Den passerar utanför alla tätorter, och avslutas norr om Järna.
Trafikverket vill ha en egen avvikande sidobana via Nyköping, för att regionaltågen ska kunna angöra (30 000 invånare), med många pendlare till Stockholm. Det ger också bättre möjlighet för fjärrtågen att köra om regionaltågen utan att någon av dem förlorar tid. Omkörning vid en station på huvudlinjen kräver ett längre stopp för regionaltåget och än mer om fjärrtåget är sent. 
Banverket har uppskattat restiden för fjärrtåg mellan Loddby (strax norr om Norrköping) och anslutningen till stambanan norr om Järna till 22 minuter och 31 minuter för regionaltåg. Mellan Linköping och Norrköping förutses en restid på 12 minuter (medelhastighet cirka 225 km/t). Stationen Kolmården behålls vid den gamla banan som ny ändpunkt för lokaltågen i Östergötland.
Öster om Järna kör tågen på Grödingebanan som invigdes 1995 och som är byggd för topphastigheter upp till 250 km/t för fjärrtåg. I dag kör många persontåg i 200 km/t på denna tre mil långa bana.
Ostlänken kommer enligt järnvägsutredningen att ha följande stationer: i Linköping, Norrköping, Skavsta, Nyköping och Vagnhärad. Det fanns önskemål om regionaltåg-stopp i Åby, Krokek, Hölö och Järna vilket har valts bort. Dock kan det bli betydligt fler stationer för lokaltågen mellan Linköping och Norrköping, längs den gamla stambanan. Under 2014 började debatten om Ostlänken mer handla om att Ostlänken ökar möjligheterna att bekvämt flyga från Skavsta flygplats. Vissa debattörer förordar att Skavsta station läggs under själva flygplatsen på samma sätt som vid Arlanda flygplats.  Inga kalkyler för hur många miljarder det skulle kosta att ha en underjordisk station har presenterats.